# Friedrich Karl von Hessen

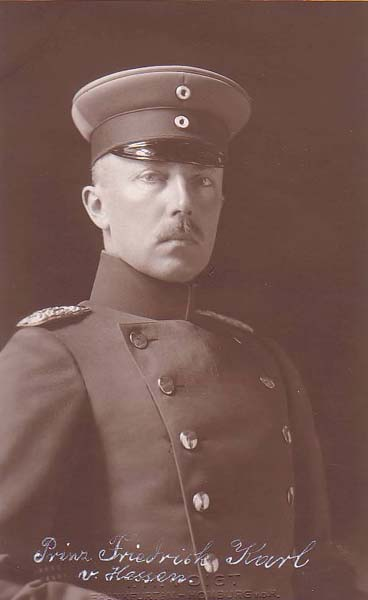
Friedrich Karl von Hessen-Kassel

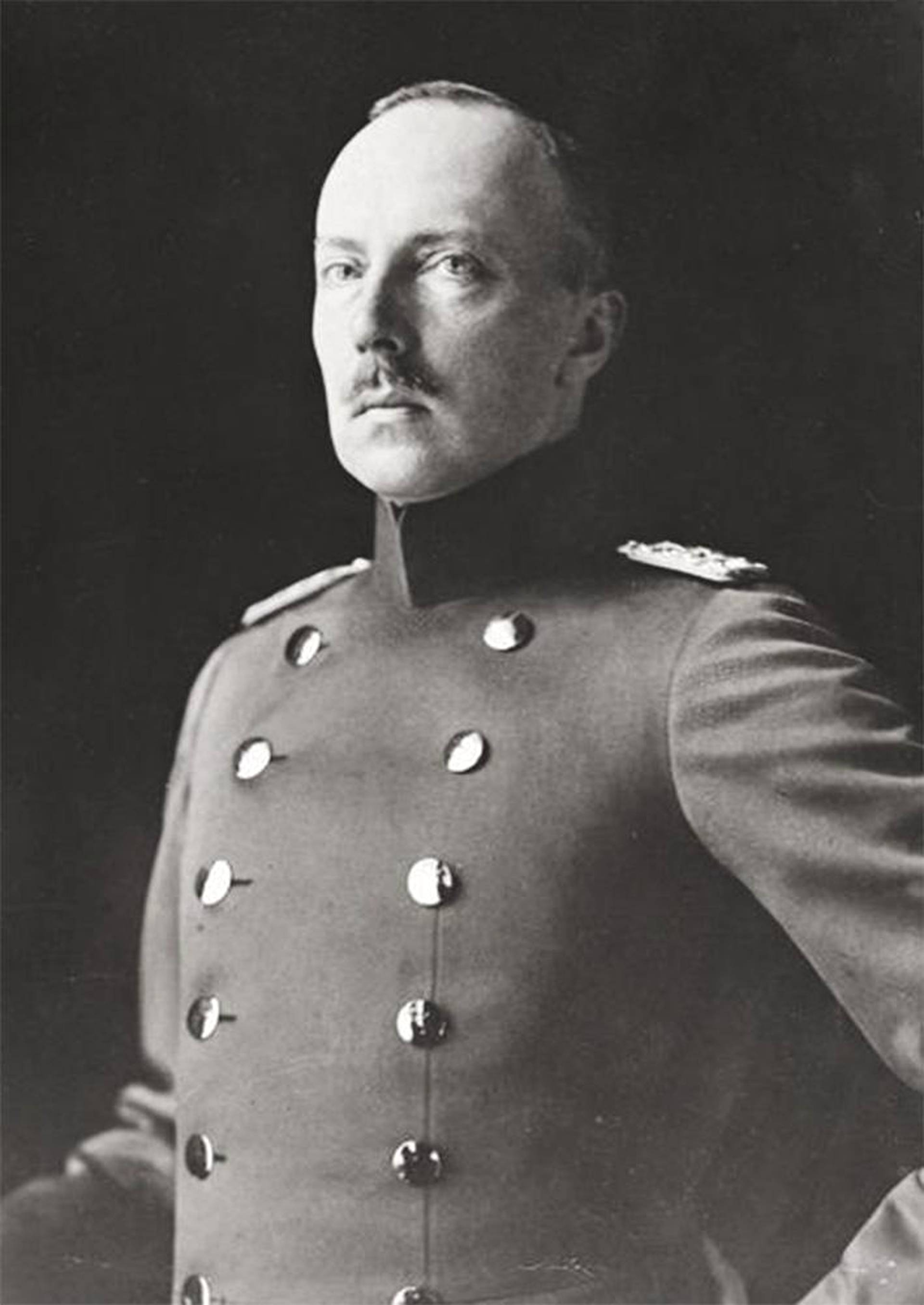
Friedrich Karl von Hessen-Kassel (um 1918)

Friedrich Karl Ludwig Konstantin Landgraf von Hessen (* 1. Mai 1868 auf Gut Panker (Holstein); † 28. Mai 1940 in Kassel) wurde am 9. Oktober 1918 zum König von Finnland gewählt, nahm die Wahl jedoch nicht an und verzichtete am 14. Dezember 1918 auf die finnische Krone. Als Regentenname war Fredrik Kaarle (auf Schwedisch Fredrik Karl) vorgeschlagen worden. Der in einigen Quellen genannte Name Väinö I. geht zurück auf eine Glosse des finnischen Humoristen Väinö Nuorteva.

## Leben
Friedrich Karl war ein Sohn des Titular-Landgrafen Friedrich Wilhelm von Hessen-Kassel-Rumpenheim und dessen Frau Anna von Preußen. Formell wäre er Thronerbe des Kurfürstentums Hessen gewesen. Dieses war jedoch nach dem Deutschen Krieg von 1866 von Preußen annektiert worden.
Friedrich Karl besuchte das Gymnasium in Frankfurt am Main und wurde bei einem dortigen Lehrer, Professor Gillhausen, untergebracht. Sein Vater ließ ihn zu „unerschütterlicher Treue zu Preußen“ erziehen, dessen Hegemonie aus seiner Sicht für Deutschland notwendig war.  Nach dem Abitur trat er mit 17 Jahren in das 1. Garde-Dragoner-Regiment in Berlin ein. Anschließend studierte er zwei Jahre in Freiburg Germanistik, Archäologie, Kunstgeschichte und Geschichte. Ab 1888 war er Corpsschleifenträger des Corps Suevia Freiburg. Nach seinem Studium setzte Friedrich Karl seinen Dienst im 1. Garde-Dragoner-Regiment in Berlin bis 1893 fort.
1891 war Friedrich Karl in die Kotze-Affäre verwickelt.
Am 25. Januar 1893 heiratete er in Berlin Margarethe von Preußen (1872–1954), die jüngste Tochter des Kaisers Friedrich III. und der Kaiserin Victoria. Dadurch wurde er Schwager des Deutschen Kaisers Wilhelm II. Zur Hochzeit reiste ein Großteil des europäischen Hochadels an, unter anderem der russische Zarewitsch Nikolaus. Das Ehepaar ließ sich auf Schloss Rumpenheim bei Offenbach am Main nieder.
1899 kehrte Friedrich Karl wieder in den aktiven Dienst der Armee zurück. Auf eigenen Wunsch trat er in das Infanterie-Regiment „Landgraf Friedrich I. von Hessen-Cassel“ (1. Kurhessisches) Nr. 81 in Frankfurt am Main ein, wo er als Hauptmann und Kompaniechef in das Regiment eingereiht wurde. 1911 nahm er wegen ernster Meinungsverschiedenheiten mit dem Kommandierenden General des XVIII. Armeekorps (Emil von Eichhorn) hinsichtlich der Dienstmoral seinen zweiten Abschied.
Zu Beginn des Ersten Weltkrieges ließ sich Friedrich Karl reaktivieren und kehrte als Kommandeur zu seinem alten Regiment zurück. Auf dem Schlachtfeld trat Friedrich Karl verwegen auf. So ergriff er beim Einmarsch in das belgische Dorf Bertrix selbst die Fahne, als der Fähnrich verwundet worden war, und stürmte voran; außerdem trat er stets in einem Gefechtsmantel mit roten Aufschlägen auf, damit die Soldaten sehen konnten, dass ihr Vorgesetzter in vorderster Linie bei ihnen war – ein Verhalten, das seiner sonst eher vorsichtigen und klugen Handlungsweise fundamental widersprach. Auch der Gegner bemerkte den auffälligen Mantel; schon im zweiten Kriegsmonat wurde er in der Marneschlacht bei Etrépy durch Granatsplitter so erheblich verwundet, dass er nicht mehr kriegsverwendungsfähig war und sich in einem Frankfurter Krankenhaus mehreren Operationen unterziehen musste. Zwei Männer an seiner Seite waren sofort tot. Den Rest des Krieges verbrachte er meist im Schloss Friedrichshof, dem Kronberger Witwensitz seiner Schwiegermutter Victoria, den Margarethe nach dem Tod ihrer Mutter 1901 geerbt hatte.
Am 13. Oktober 1914 fiel sein fast 20-jähriger Sohn Maximilian an der nordfranzösischen Front; sein ältester Sohn Friedrich Wilhelm fiel im September 1916 in Rumänien. Zur gleichen Zeit lag Friedrich Karl mit einer lebensgefährlichen Blutvergiftung im Krankenhaus. Seitdem lebte Friedrich Karl zunehmend zurückgezogen und wirkte niedergeschlagen.

## König von Finnland

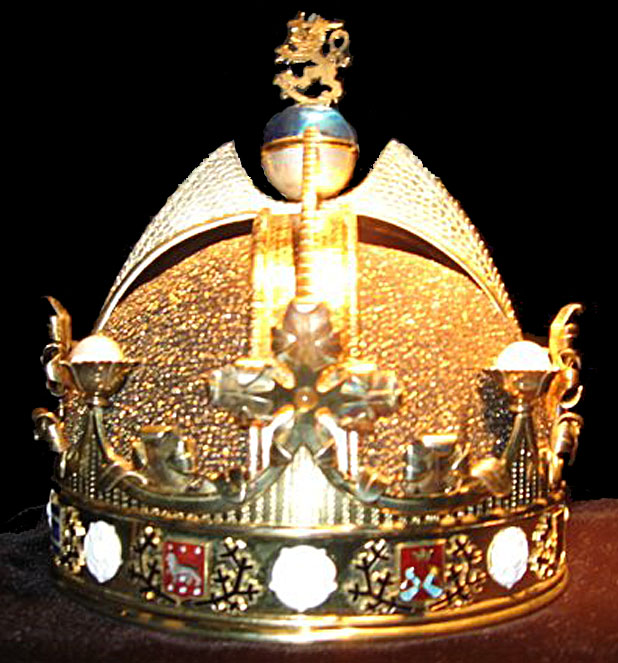
Nachbildung der finnischen Krone, 1980er Jahre. Juwelensammlung Kemi (Kemin Jalokivigalleria).

Nach der Oktoberrevolution erklärte Finnland, das bis dahin ein russisches Großfürstentum gewesen war, am 6. Dezember 1917 seine Unabhängigkeit. Diese wurde am 4. Januar 1918 durch die herrschenden Bolschewiki unter Lenin anerkannt. Lenin hatte bereits kurz zuvor, während seines Exils in Finnland, seine Zustimmung signalisiert.

Nach dem finnischen Bürgerkrieg entbrannte heftiger Streit über die künftige Staatsform Finnlands. Schließlich wählte das Parlament am 9. Oktober 1918 – unter Ausschluss der Sozialdemokraten – Friedrich Karl zum König. Zu diesem Zeitpunkt amtierte Pehr Evind Svinhufvud als Reichsverweser. Die Legitimität der Wahl wurde auf die schwedische Verfassung König Gustavs III. aus dem Jahre 1772 zurückgeführt, auf deren Grundlage auch die russischen Zaren als Großfürsten Finnlands geherrscht hatten. Allerdings war zum Zeitpunkt der Königswahl umstritten, ob ein solcher Vorgang auf Basis dieser Verfassung legitim war. Die betreffenden Paragraphen regelten zwar das Wahlverfahren für den Fall, dass der König starb, ohne einen amtsfähigen Nachfolger zu hinterlassen, sahen jedoch keine explizite Regelung für den Fall vor, dass mit dem Tod des Herrschers (in diesem Fall Zar Nikolaus II.) zugleich auch die Monarchie unterging.
Die Wahl eines deutschen Prinzen verstärkte die Bindungen an das Deutsche Reich, das Finnland und insbesondere dessen antibolschewistischen Kräfte während des finnischen Bürgerkriegs durch Waffenlieferungen und Invasion mit Einnahme Helsinkis unterstützt hatte. Die Entwicklung Finnlands zu einem deutschen Protektorat lag im Bereich des Möglichen. Ähnliche Entwicklungen fanden auch im Baltikum mit der Wahl eines deutschen Prinzen zum König Mindaugas II. von Litauen und der Gründung eines deutsch dominierten Vereinigten Baltischen Herzogtums, das aus Estland und Lettland bestand, statt.
Friedrich Karl nahm die Wahl nicht endgültig an; auf eine entsprechende Bitte aus Finnland hin reagierte er mit einem Schreiben, in dem er höflich um Aufschub bis zu einer endgültigen Entscheidung bat. Die Niederlage Deutschlands im Ersten Weltkrieg und die Abdankung Kaiser Wilhelms II. nach der Novemberrevolution ließen einen deutschen Fürsten auf dem finnischen Thron dann nicht mehr opportun erscheinen, und Großbritannien und Frankreich verstärkten ihren Druck auf Finnland, von dem Plan einer Monarchie Abstand zu nehmen. Mit seinem Thronverzicht am 14. Dezember 1918 musste Friedrich Karl auf diese veränderte Lage reagieren. Zugleich trat Pehr Evind Svinhufvud vom Amt des Reichsverwesers zurück, und Gustaf Mannerheim wurde sein Nachfolger. Mannerheim, bis 1917 General in der Armee des russischen Zaren, vollzog 1918/19 als Reichsverweser die Kehrtwende von der Monarchie zur Republik. 1944 bis 1946 sollte er als Präsident selbst an ihrer Spitze stehen.

## Spätere Jahre

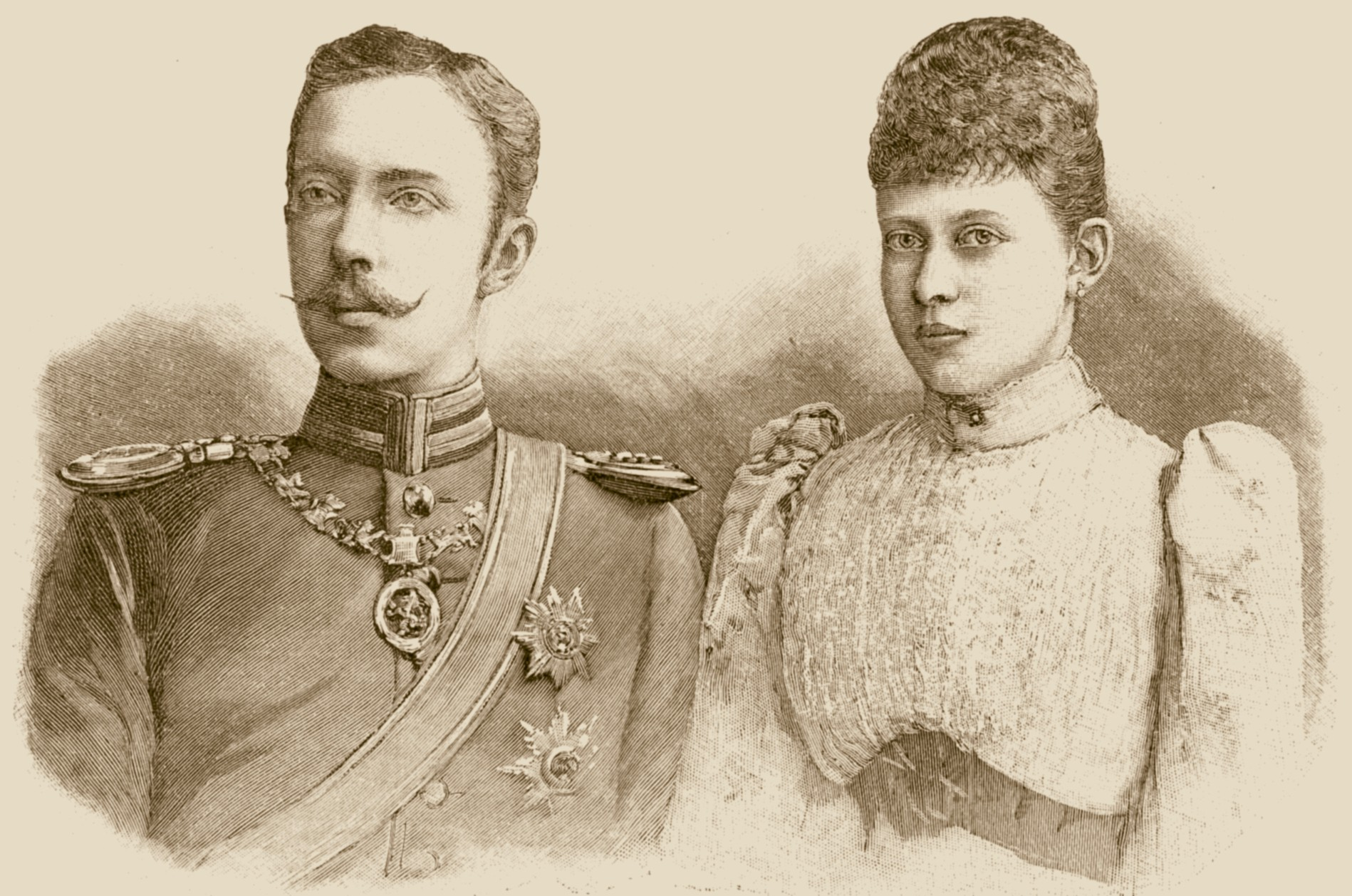
Friedrich Karl von Hessen und seine Ehefrau Margarethe von Preußen

Nach dem Verzicht seines sehbehinderten Bruders Alexander Friedrich (1863–1945) aufgrund nicht standesgemäßer Heirat wurde Friedrich Karl 1925 Chef des Hauses Hessen-Kassel. Von Hessen trat zum 1. Mai 1938 der NSDAP bei (Mitgliedsnummer 4.814.689). Er starb 1940 in Kassel im Alter von 72 Jahren an den Spätfolgen einer Verwundung aus dem Ersten Weltkrieg und wurde in der Kapelle der Burg Kronberg im Taunus beigesetzt.

## Nachkommen
Unter den sechs Kindern waren zwei Zwillingspaare.
- Friedrich Wilhelm (1893–1916), gefallen in Rumänien
- Maximilian (1894–1914), gefallen in Belgien
- Philipp (1896–1980) ⚭ 1925 Mafalda von Savoyen (1902–1944)
- Wolfgang (1896–1989) ⚭ 1924 Marie Alexandra von Baden (1902–1944)
- Richard (1901–1969)
- Christoph (1901–1943) ⚭ 1930 Sophie von Griechenland (1914–2001), gefallen in Italien

## Vorfahren
| Ahnentafel Friedrich Karl von Hessen (1868–1940) | Ahnentafel Friedrich Karl von Hessen (1868–1940)                                                                 | Ahnentafel Friedrich Karl von Hessen (1868–1940)                                                                 | Ahnentafel Friedrich Karl von Hessen (1868–1940)                                                           | Ahnentafel Friedrich Karl von Hessen (1868–1940)                                                           | Ahnentafel Friedrich Karl von Hessen (1868–1940)                                                                | Ahnentafel Friedrich Karl von Hessen (1868–1940)                                                                | Ahnentafel Friedrich Karl von Hessen (1868–1940)                                                                       | Ahnentafel Friedrich Karl von Hessen (1868–1940)                                                                       |
| ------------------------------------------------ | --- | --- | --- | --- | --- | --- | --- | --- |
| Urgroßeltern                                     | Prinz Friedrich von Hessen-Kassel (1747–1837) ⚭ 1786 Prinzessin Karoline Polyxene von Nassau-Usingen (1762–1823) | Prinz Friedrich von Hessen-Kassel (1747–1837) ⚭ 1786 Prinzessin Karoline Polyxene von Nassau-Usingen (1762–1823) | Prinz Friedrich von Dänemark (1753–1805) ⚭ 1774 Großfürstin Sophie Friederike von Mecklenburg (1758–1794)  | Prinz Friedrich von Dänemark (1753–1805) ⚭ 1774 Großfürstin Sophie Friederike von Mecklenburg (1758–1794)  | König Friedrich Wilhelm III. (Preußen) (1770–1840) ⚭ 1793 Prinzessin Luise von Mecklenburg-Strelitz (1776–1810) | König Friedrich Wilhelm III. (Preußen) (1770–1840) ⚭ 1793 Prinzessin Luise von Mecklenburg-Strelitz (1776–1810) | Großherzog Karl Friedrich (Sachsen-Weimar-Eisenach) (1783–1853) ⚭ 1804 Großfürstin Maria Pawlowna Romanowa (1786–1859) | Großherzog Karl Friedrich (Sachsen-Weimar-Eisenach) (1783–1853) ⚭ 1804 Großfürstin Maria Pawlowna Romanowa (1786–1859) |
| Großeltern                                       | Landgraf Wilhelm von Hessen-Kassel (1787–1867) ⚭ 1810 Prinzessin Louise Charlotte von Dänemark (1789–1864)       | Landgraf Wilhelm von Hessen-Kassel (1787–1867) ⚭ 1810 Prinzessin Louise Charlotte von Dänemark (1789–1864)       | Landgraf Wilhelm von Hessen-Kassel (1787–1867) ⚭ 1810 Prinzessin Louise Charlotte von Dänemark (1789–1864) | Landgraf Wilhelm von Hessen-Kassel (1787–1867) ⚭ 1810 Prinzessin Louise Charlotte von Dänemark (1789–1864) | Prinz Carl von Preußen (1801–1883) ⚭ 1827 Prinzessin Marie von Sachsen-Weimar-Eisenach (1808–1877)              | Prinz Carl von Preußen (1801–1883) ⚭ 1827 Prinzessin Marie von Sachsen-Weimar-Eisenach (1808–1877)              | Prinz Carl von Preußen (1801–1883) ⚭ 1827 Prinzessin Marie von Sachsen-Weimar-Eisenach (1808–1877)                     | Prinz Carl von Preußen (1801–1883) ⚭ 1827 Prinzessin Marie von Sachsen-Weimar-Eisenach (1808–1877)                     |
| Eltern                                           | Landgraf Friedrich Wilhelm von Hessen-Kassel (1820–1884) ⚭ 1853 Prinzessin Anna von Preußen (1836–1918)          | Landgraf Friedrich Wilhelm von Hessen-Kassel (1820–1884) ⚭ 1853 Prinzessin Anna von Preußen (1836–1918)          | Landgraf Friedrich Wilhelm von Hessen-Kassel (1820–1884) ⚭ 1853 Prinzessin Anna von Preußen (1836–1918)    | Landgraf Friedrich Wilhelm von Hessen-Kassel (1820–1884) ⚭ 1853 Prinzessin Anna von Preußen (1836–1918)    | Landgraf Friedrich Wilhelm von Hessen-Kassel (1820–1884) ⚭ 1853 Prinzessin Anna von Preußen (1836–1918)         | Landgraf Friedrich Wilhelm von Hessen-Kassel (1820–1884) ⚭ 1853 Prinzessin Anna von Preußen (1836–1918)         | Landgraf Friedrich Wilhelm von Hessen-Kassel (1820–1884) ⚭ 1853 Prinzessin Anna von Preußen (1836–1918)                | Landgraf Friedrich Wilhelm von Hessen-Kassel (1820–1884) ⚭ 1853 Prinzessin Anna von Preußen (1836–1918)                |
| Landgraf Friedrich Karl von Hessen (1868–1940)   | | | | | | | | |